# 佐世保みなとインターチェンジ
佐世保みなとインターチェンジ（させぼみなとインターチェンジ）は、長崎県佐世保市にある西九州自動車道のインターチェンジである。佐世保市内や佐世保港方面へ向かう場合に便利である。武雄JCT方面のみ出入可能なハーフインターチェンジであり、相浦中里IC方面へは行けない。
かつてはこの場所に料金所が設置されていたが、佐世保中央IC及び相浦中里IC延伸に伴って廃止され、佐世保中央IC～佐世保大塔IC間の通行料金は一括して佐世保大塔IC及び佐世保大塔本線料金所で徴収されるように変更された。

## 案内板
- 5 佐世保みなと

## 道路
- E35 西九州自動車道（5番）

## かつての料金所施設
- ブース数 : 5

### 入口
- ブース数 : 3
  - ETC専用 : 1
  - 一般 : 2

### 出口
- ブース数 : 2
  - ETC専用 : 1
  - 一般 : 1

## 接続する道路
- 長崎県道11号佐世保日野松浦線
- 佐世保市道干尽線

## 周辺
- 佐世保駅

- 佐世保競輪場
- マリオ福石店
- アイトワ
- 福石観音

- 海上自衛隊佐世保基地
- 佐世保港
- 佐世保市中央卸売市場（干尽市場）
- 米海軍佐世保弾薬補給所

## 歴史
- 1998年4月17日 : 佐世保みなとIC-佐世保大塔IC間開通に伴い供用開始
- 2010年3月12日 : 22:00をもって、出入口の料金所を廃止。佐世保大塔IC併設の料金所へ移転した。その後、料金所施設は撤去された。
- 2010年3月20日 : 相浦中里IC-佐世保みなとIC間開通

## 隣
E35 西九州自動車道（佐世保道路）
(6)佐世保中央IC - (5)佐世保みなとIC - (4)佐世保大塔IC